# Mount Washington (Massachusetts)
Mount Washington – miasto w Stanach Zjednoczonych, w stanie Massachusetts, w hrabstwie Berkshire.